# Sargocentron spinosissimum
Sargocentron spinosissimum är en fiskart som först beskrevs av Temminck och Schlegel, 1843.  Sargocentron spinosissimum ingår i släktet Sargocentron och familjen Holocentridae. Inga underarter finns listade i Catalogue of Life.
Sargocentron spinosissimum blir upp till 17,7 cm lång. Den har i ryggfenan 11 till 77 taggstrålar och 12 till 13 mjukstrålar. I analfenan finns 4 taggstrålar och 8 till 9 mjukstrålar. Det röda huvudet har en vit strimma bakom varje öga. På bålen finns 9 breda röda strimmor och smala vita mellanrum. Typisk är stora ögon.
Arten förekommer i norra Stilla havet från östra Kina och Taiwan över Japan till Hawaii. Den vistas vanligen 120 till 230 meter under havsytan. Exemplaren lever vid klippor och korallrev.
För beståndet är inga hot kända. Hela populationen antas vara stor. IUCN listar arten som livskraftig (LC).